# SMS Otter (1909)

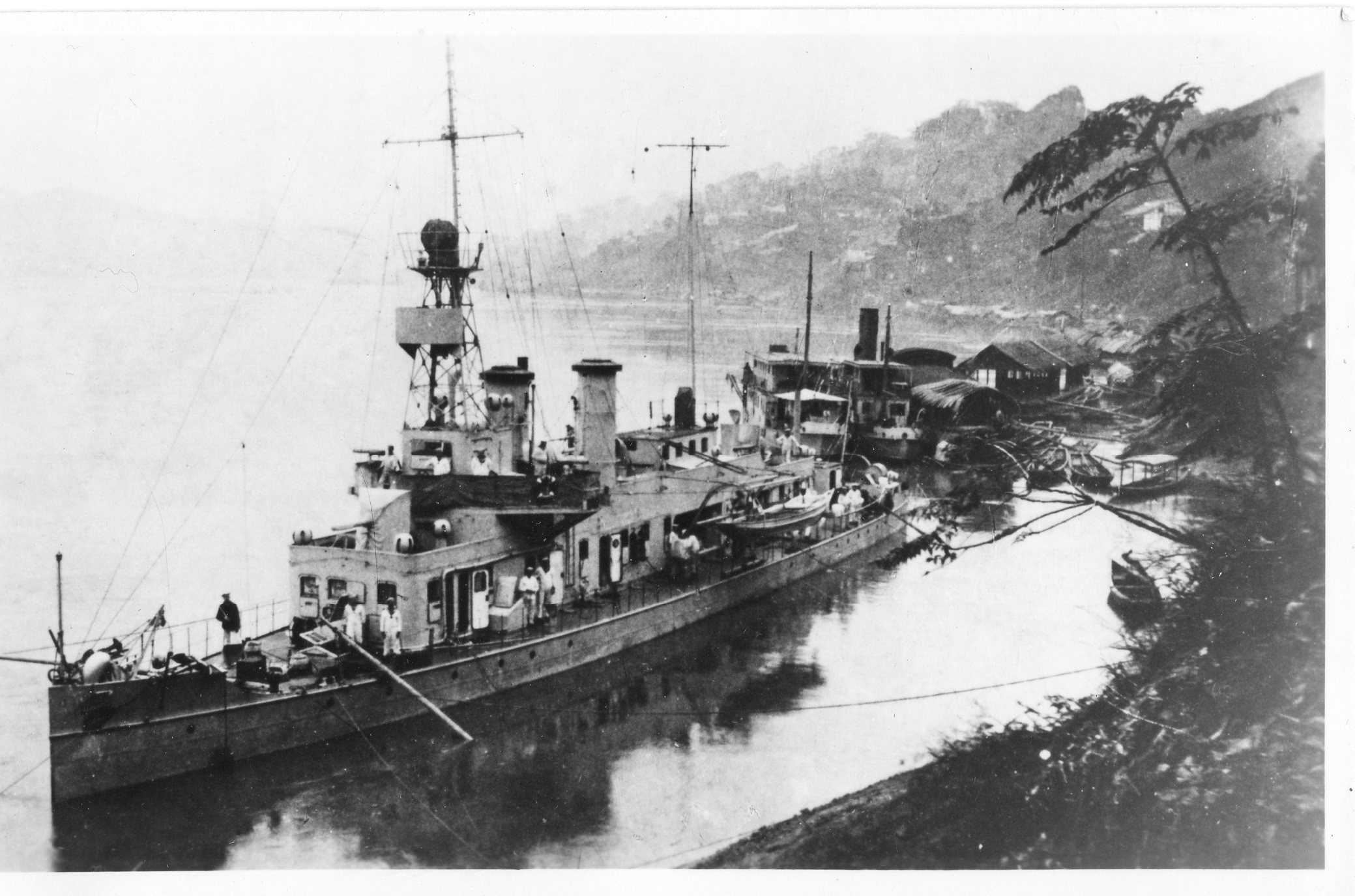
Канонерський човен "Otter" в Китаї 1910 рік

SMS Otter був річковим канонерським човном Імператорського ВМС, який використовувався з 1910 по 1914 р. як частина німецького патруля річки на річці Янцзи в Китаї і підпорядковувався Східноазіатській крейсерській ескадрі.

## Будівництво та випробування
Конструкція  "Otter"  базувалася на конструкції SMS Vaterland та SMS Vorwärts Особливістю було те, що машинні частини корабля для кращої безпеки від обстрілів з легкої зброї були захищенні спеціальною сталлю. Він також мав більш потужний двигун та дві труби. Дно корабля було повністю плоским, що дозволяло легко знімати його з мілини чи долати характерні для Янцзи бари.
Після випробувань на Везері корабель розділили на дев'ять секцій і перевезли до Шанхаю наприкінці 1909 року пароплавом "Марі Леонхардт" з Гамбурзького пароплавства Leonhardt & Blumberg. Складання була завершена наприкінці лютого 1910 року. Прийомні випробування відбулися 28 лютого 1910 року.
19. У березні 1910 року канонерський човен відвідав начальник крейсерської ескадри, віце-адмірал Фрідріх фон Інґенол, у Шанхаї. У квітні 1910 року почав службу.

## Служба
До кінця 1910 року "Otter" діяв на ріках Янцзи та Сянцзян. Щоб подолати пороги між Їчаном і Чунцином, йому знадобилося лише 38 годин, що побило попередній рекорд французького військового корабля. 15 грудня 1910 року корабель перейшов в Чунцин для зимівлі.
У 1911 році "Otter" знову діяв на Янцзи після ремонту в Шанхаї. Після спалаху китайської революції він супроводжував судна з біженцями до районів, не зачеплених громадянськими заворушеннями. Взимку 1911/12 р. знову провів у Чунціні.
В кінці травня 1912 р. канонерський човен був ретельно відремонтований в Шанхаї, а потім працювала в цьому регіоні. Зимою 1912/13 він залишилася в Шанхаї.
31 березня 1914 року корабель повернулася до своєї старої області операцій. Наприкінці липня 1914 року найстарший військово-морський офіцер Східноазійської станції, корветтен-капітан Карл фон Мюллер, наказав перевести його до Ханькоу (нині входить до  Ухань). Початок Першої світової війни корабель зустрів в Нанкіні. Залишивши на борту лише вахтенних, екіпаж вирушив до Ціндао. Вже 18 серпня 1914 року його фіктивно продали компанії в Нанкін, щоб аби його не захопили ворожі держави. У зв'язку з продажем корабель перейменували в "Мюнхен".

## Подальша доля
Після вступу у війну Китаю з боку союзників, "Мюнхен" був конфіскований китайською владою 20 березні 1917 р. і переданий під назвою "Лі-Ці" на службі у ВМС Китаю.
Канонерський човен затонув 16 жовтня 1929 року після радянського повітряного нападу на Сунгарі і був утилізований у 1932 році.